# Itō Hirobumi
Il principe Itō Hirobumi (伊藤 博文?; Hikari, 16 ottobre 1841 – Harbin, 26 ottobre 1909) è stato un politico giapponese, per quattro volte Primo ministro del Giappone e genrō.

## Le origini

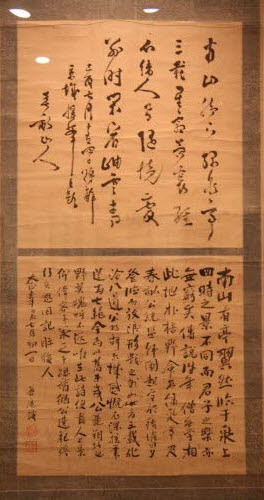
Lettera di Itō Hirobumi

Cresciuto come figlio adottivo di Hayashi Juzo, un samurai originario della cittadina di Hagi nella regione di Chōshū (l'attuale città di Hikari nella prefettura di Yamaguchi), frequentò la scuola all'accademia Yoshida Shoin e si unì in seguito al movimento politico nazionalista Sonnō jōi dove conobbe il futuro leader politico Kido Takayoshi.
Itō fu scelto come membro dei cosiddetti Cinque Chōshū che studiarono all'University College London nel 1863, periodo nel quale, influenzato dallo stile di vita occidentale, si convinse della necessità che il Giappone si avvicinasse al modello occidentale di sviluppo.
Nel 1864 Itō fece ritorno in patria insieme al suo amico e compagno di studi Inoue Kaoru, con lo scopo di indurre il clan Chōshū a non combattere contro le potenze occidentali che intendevano reclamare il loro diritto di passaggio lungo lo Stretto di Shimonoseki, e conobbe in questo frangente il diplomatico britannico Ernest Satow con il quale strinse una lunga e perenne amicizia.

## Carriera politica

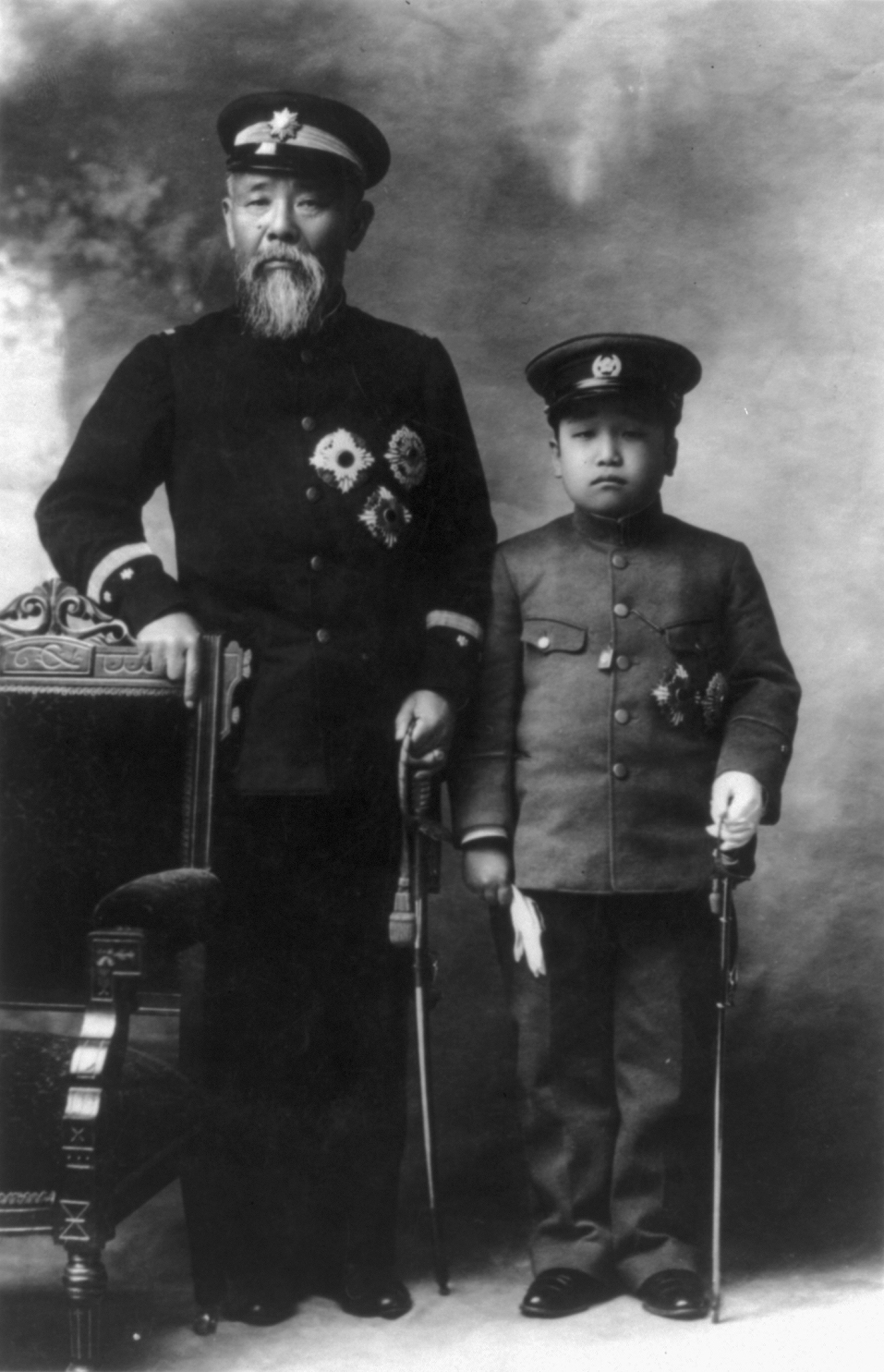
Il Principe Itō e il principe ereditario di Corea Yi Un.

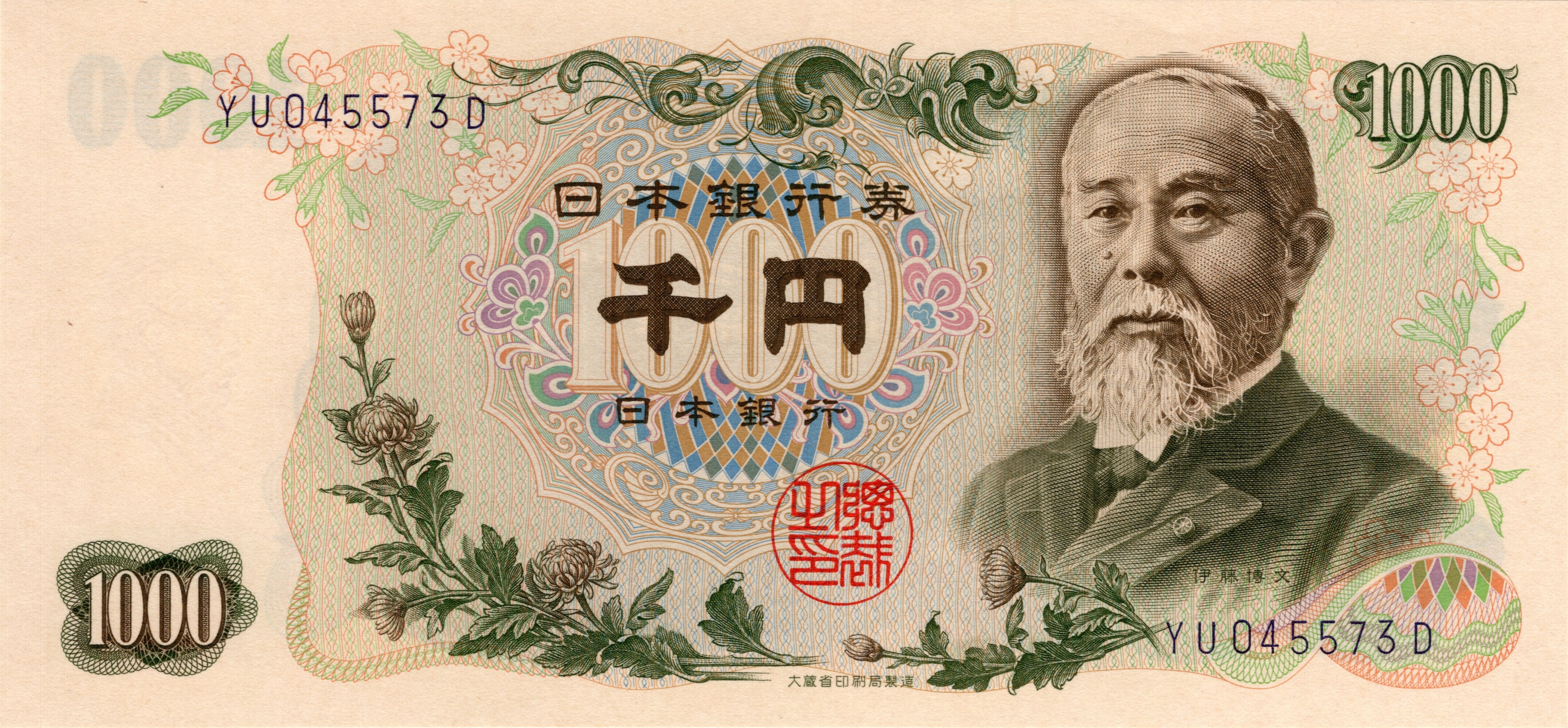
Banconota da 1000 yen con il ritratto di Ito

Dopo la restaurazione Meiji Itō venne nominato governatore della Prefettura di Hyōgo oltre che consigliere per gli Affari Esteri, veste nella quale fu inviato negli Stati Uniti nel 1870 per studiare il sistema monetario occidentale.
Nel 1871 fece ritorno in Giappone e diede vita al primo sistema di tasse giapponese, e nello stesso anno venne nominato vice inviato speciale nella missione diplomatica nota come Missione Iwakura durante la quale ottenne la fiducia e l'ammirazione dello statista Ōkubo Toshimichi, uno dei principali responsabili della Restaurazione Meiji.
Nel 1873 venne eletto ministro dei lavori pubblici e nel 1875 Presidente dell'Assemblea dei Governatori delle Prefetture. Dopo l'assassinio di Ōkubo Toshimichi, divenne ministro dell'interno assicurandosi una posizione dominante all'interno del Governo Meiji. Nel 1881 costrinse lo statista e rivale Ōkuma Shigenobu a rassegnare le dimissioni lasciandogli campo libero.
Nel 1882 Itō compì un nuovo viaggio in Europa per studiare le costituzioni politiche delle nazioni occidentali, per un periodo di circa 18 mesi.
Nel 1885 partecipò alle relazioni diplomatiche che diedero vita alla Convenzione di Tientsin nelle quali il Giappone cercò di stringere una relazione diplomatica con la dinastia cinese dei Qing, avendo come controparte Li Hung-chang.

## La carica di Primo ministro
Nel 1885, ispirandosi ai modelli occidentali studiati in precedenza, Itō istituì in Giappone un sistema di governo basato sul capo di gabinetto, esautorando il potere decisionale del Daijō-kan, con la carica funzionale del primo ministro.
In base a questa riforma il 22 dicembre 1885 divenne Primo ministro del Giappone. Il 30 aprile 1888 rassegnò le dimissioni dalla carica di Primo ministro ma mantenne appieno il suo potere decisionale diventando leader della Camera dei consiglieri, una istituzione di consiglieri a sostegno delle decisioni dell'Imperatore, creata dallo stesso Itō ed in voga fino al 1947.
Nel 1889 Itō venne nominato primo genrō o padre fondatore del Giappone moderno, e nel febbraio 1889 grazie al suo operato vide la luce la Costituzione Meiji.
Anche durante la carica di Primo ministro di Kiyotaka Kuroda e Aritomo Yamagata, la figura ed il potere decisionale di Itō furono sempre in primo piano.
Durante il suo secondo mandato come Primo ministro del Giappone, Itō fu sostenitore del conflitto con la Cina portando allo scoppio della Prima guerra sino-giapponese, partecipando in seguito come rappresentante firmatario per il Giappone al Trattato di Shimonoseki che pose fine al conflitto.
Dopo la guerra, Itō ottenne, con la stipula del Trattato per il Commercio e la Navigazione Anglo-Giapponese del 1894 di eliminare alcune clausole sfavorevoli al Giappone presenti in diversi trattati precedenti che penalizzavano pesantemente la politica estera giapponese del periodo Meiji.
Durante il suo terzo mandato come Primo ministro del Giappone, Itō ebbe diverse controversie con i partiti giapponesi Jiyuto e Shimpoto che si opponevano entrambi al suo corso politico finalizzato a creare un nuovo sistema di tasse territoriali, costringendolo a sciogliere la Dieta e a indire nuove elezioni. In reazione alla strategia di Itō i due partiti a lui avversari si unirono in una alleanza politica, il Kenseito, ottenendo la maggioranza dei seggi nel nuovo parlamento e costringendo Itō a rassegnare le dimissioni.
Prendendo spunto da questa esperienza, Itō comprese la necessità di fondare un partito politico con il quale continuare la sua politica di ammodernamento del Giappone, e fondò così il Rikken Seiyukai nel 1900.
Durante il suo quarto mandato come Primo ministro dovette affrontare l'avversione politica della Camera dei rappresentanti e fu costretto a rassegnare le dimissioni nel 1901 restando comunque a capo della Camera dei consiglieri.
Il 26 ottobre 1909 Itō venne assassinato alla stazione ferroviaria di Harbin in Manciuria da un attivista per l'indipendenza della Corea di nome An Jung-geun.

## Discendenza
- Famiglia Hayashi

```
 ∴Hayashi Awajinokami
Michioki
 ┃
 ┣━━━━━━━┳━━━━━━━┳━━━━━━━━━━━━━━━━┳━━━━━━━━┳━━━━━━━━━┳━━━━━━━┳━━━━━━━━┓
 ┃ ┃ ┃Hayasi Magoemon ┃ ┃ ┃ ┃ ┃
Michimoto Michiyo Michisige Michiyoshi Michisada Michikata Michinaga Michisue
 ┃
 ┃
 ┃Hayasi Magosaburō
 Nobukatsu
 ┃
 ┃
 ┃Hayasi Magoemon
 Nobuyoshi
 ┃
 ┏━━━━━━━━━━━━━━━━╋━━━━━━━━━┳━━━━━━━┓
 ┃Hayasi Magoemon ┃ ┃ ┃
Nobuaki Sakuzaemon Sojyurō  Matazaemon
 ┃ ┃
 ┃ ┃
 ┃Hayasi Hanroku ┃
Nobuhisa  Genzō
 ┃ ┃
 ┣━━━━━━━━━┓ ┃
 ┃ ┃ ┃
Sōzaemon Heijihyōe Yoichiemon
 ┃ ┃
 ┏━━━━━━━━━┻━━━━━━┓ ┏━━━━━┫
 ┃Hayasi Hanroku ┃ ┃ ┃
Rihachirō Riemon Masuzō Sukezaemon
 ┃Figlio adottivo di Hayasi Rihachirō
 ┏━━━━┳━━━━━━━━━━━━━━━━━━━━━━┫
 ┃Itō ┃Moglie di Hayasi Shinbei ┃Moglie di Morita Naoyoshi
 donna Jyuzō donna donna
 ┃
 ┃
 ┃Itō
 Hirobumi
 ┃
 ┏━━━━━━━╋━━━━━━━━┳━━━━━━━┳━━━━━┓
 ┃Itō  ┃Kida ┃Itō  ┃ ┃
Hirokuni Humiyoshi Shinichi donna donna
 ┃
 ┣━━━━━━━┳━━━━━━━━━┳━━━━━━━━━━┳━━━━━━┳━━━━━━━┳━━━━━━━━┳━━━━━━━┳━━━━━━━━━┳━━━━━━━━┳━━━━━━━━━┳━━━━━┳━━━┓
 ┃Itō  ┃Shimizu ┃Itō  ┃Itō  ┃Itō  ┃Itō  ┃Itō  ┃Itō  ┃Itō  ┃Itō  ┃ ┃ ┃
Hirotada  Hiroharu Hiromichi  Hiroya Hirotada Hiroomi Hironori Hirotsune Hirotaka Hirohide donna donna donna
 ┃
 ┣━━━━━━━┳━━━━━┳━━━━┳━━━━━┳━━━┓
 ┃Itō  ┃ ┃ ┃ ┃ ┃
Hiromasa  donna donna donna donna donna
 ┃
 ┣━━━━━━━┓
 ┃Itō  ┃
Tomoaki donna

```

- Famiglia Itō

```
 ∴
Itō Yaemon
 ┃
Itō Naoemon (Mizui Buhei)Figlio adottivo di Yaemon
 ┃
Itō Jyuzō (Hayashi Jyuzo)Figlio adottivo di Naoemon
 ┃
Itō Hirobumi (Hayashi Risuke)

```